# Loom (Computerspiel)
Loom ist ein 1990 veröffentlichtes Grafikadventure der Firma Lucasfilm Games (heute LucasArts), das eine Handlung im Märchenumfeld hat. Anders als bei den bis dahin bekannten Lucasfilm-Spielen erfolgt die Steuerung nicht über Aktionsverben, sondern über Melodien, denen bestimmte Aktionen zugeordnet sind.

## Handlung

### Hintergrund
Loom spielt in einer fiktiven Fantasywelt. Die Vorgeschichte wird in einem dem Spiel beigelegten Hörspiel erzählt: Nachdem zwei apokalyptische Ereignisse, die sogenannten Schatten, über die Menschheit vorübergezogen waren, brach eine Zeit der Technisierung an. Wegen des starken industriellen Wettbewerbs unter den Nationen wurden Fachkräfte immer gefragter. Deshalb schlossen sich die Handwerker der Welt zum Schutz ihrer Geheimnisse und Interessen nach und nach zu Gilden zusammen. Einige dieser Gemeinschaften, wie die der Schmiede und Kleriker, strebten nach Macht und Einfluss, gründeten Stadtstaaten und bauten ihre eigenen Armeen auf. In diesem Zeitalter der großen Gilden beherrschten derart einflussreiche Gemeinschaften schließlich den Welthandel.
Nicht so jedoch die Gilde der Weber, die sich mit ihrer kleinen Mitgliederzahl fernab von Politik, Kriegen und Steuern auf ihre Unabhängigkeit und ihr Handwerk besann. Nach den Regeln der Gilde durften nur Weberskinder Teil ihrer Gemeinschaft werden und die Heirat mit Fremden wurde schließlich verboten. Außenstehende verachteten diese verschlossene Gesellschaft, doch die Gilde der Weber konnte ihre Talente so über die Generationen hinweg bewahren und immer weiter verfeinern. Mit der Zeit brachte die Gemeinschaft hochqualitative Gewebe hervor. Später vermochten die Weber es sogar, Muster der Beeinflussung in ihre Stoffe einzuweben: Die Gewebe erhielten magische Fähigkeiten, die beispielsweise Kranken zur Genesung verhalfen oder Unheil abwandten.
Die Gilde überwand schließlich die physischen Grenzen des handwerklichen Webens und spann ihre Muster mit Licht und Musik unmittelbar in das Gewebe von Zeit und Raum. Unwissende fürchteten dies als Hexenwerk, sodass viele Weber gejagt und einige gehängt wurden. Die Gilde zog sich zur Wahrung ihres Fortbestands und ihrer Geheimnisse auf die kleine, abgelegene Insel Loom zurück. In ihrer Abgeschiedenheit arbeiteten die Weber daran, ihre Künste zu perfektionieren, während anderswo Kriege und Seuchen tobten, große Gilden zerfielen und neue an Macht gewannen. Es vergingen 1000 Jahre, in denen die Gilde der Weber langsam in Vergessenheit geriet.
Die alten Regeln der in sich gekehrten Weber hatten indes einen Fluch über die Gilde gebracht und ihre Zahl auf etwa 20 Mitglieder reduziert – fast alle Kinder werden tot geboren oder sind missgebildet. Die Gilde wird mittlerweile vom Hohen Rat der Ältesten Atropos, Clothos und Lachesis geleitet. Sie scheuen vor der Benutzung des großen Webstuhls auf der Insel zurück, der die vom Aussterben bedrohte Gilde durch die Beeinflussung des Gewebes retten könnte. Lady Cygna Threadbare, eine Weberin, die kürzlich eine Totgeburt erlitten hat, möchte das Leid beenden und lehnt sich gegen die Regeln und die Ältesten auf. Sie verändert am großen Webstuhl heimlich das Gewebe und bringt so augenblicklich einen neugeborenen Jungen zur Welt. Dafür wird Cygna zur Strafe von den Ältesten in einen Schwan verwandelt und von der Insel verbannt.
Die Ältesten entschließen sich dazu, das „Kind des Webstuhls“ außerhalb der Gemeinschaft der Weber aufwachsen zu lassen und erst 17 Jahre später über sein Schicksal zu entscheiden. Die alte Dame Hetchel nimmt den Jungen auf und gibt ihm den Namen Bobbin. Jedes Jahr zu seinem Geburtstag wird Bobbin für einen kurzen Moment von der verwandelten Cygna besucht – ohne zu wissen, dass es sich bei dem Schwan um seine leibliche Mutter handelt. Die Ältesten fürchten Bobbin und bringen seine Geburt mit einer neu erschienenen Anomalie im Gewebe des Webstuhls in Verbindung: die Auflösung des Musters in den Wandteppichen, die die Erfüllung des Schicksals aller erkennen lassen, deuten sie als das Ende der Welt. Da Bobbins Faden im Muster auf eine entscheidende Rolle in diesem Ereignis hindeutet, versagt der Hohe Rat ihm den Zugang zu den Kenntnissen der Gilde. Hinter dem Rücken der Ältesten beginnt jedoch seine Ziehmutter Hetchel, den Jungen in die Kunst des magischen Webens einzuweisen.

### Spielhandlung
Der Spieler übernimmt die Rolle des Bobbin Threadbare, der an seinem 17. Geburtstag alleine auf die Felsen an der Küste steigt, um erneut auf den Schwan zu warten. Bevor ein Treffen stattfinden kann, wird er vom Hohen Rat der Ältesten zum großen Webstuhl gerufen. Nach seiner Rückkehr ins Dorf wird Bobbin Zeuge, wie seine Ziehmutter nach einem Urteil des Ältestenrates aus Versehen in ein Schwanenei verwandelt wird. Von einem hereinfliegenden Schwan werden Hetchels Richter daraufhin in Schwäne verwandelt, die von der Insel davonfliegen. Zwar gelingt es Bobbin, Hetchel in Gestalt eines schwarzen Schwans wieder aus dem Ei schlüpfen zu lassen, als ansonsten letzter verbliebener Mensch auf der Insel muss er sich dann aber alleine auf die Suche nach seinen verzauberten Mitmenschen machen. Dabei hilft ihm sein Webstab (ein Spinnrocken), der wie ein Zauberstab wirkt, mit dessen Hilfe er durch magische Melodien seine Umwelt verändern kann. Im Laufe der Geschichte trifft Bobbin auf die Gilden der Schäfer, Glasmacher, Schmiede und Kleriker, auf magische Wesen wie einen Drachen und die Geister Verstorbener, und kommt einer Verschwörung auf die Spur.

## Spielprinzip und Technik
In Loom agiert der Spieler nicht, wie bei vorhergehenden LucasArts-Titeln üblich, durch das Auswählen von Tätigkeitsbegriffen. Jeder Aktion (zum Beispiel Öffnen, Färben, Ausleeren) ist vielmehr eine aus 4 Tönen bestehende Melodie aus anfänglich drei verschiedenen Noten zugeordnet, die der Spieler auf Bobbins Stab (der als Instrument dient) nachspielen muss, um die Aktion auszuführen. Wird die Melodie umgedreht, verkehrt sich auch die Aktion ins Gegenteil (aus Öffnen wird zum Beispiel Schließen, Färben wird Bleichen, Ausleeren wird Füllen). Im Laufe des Spiels nimmt die Zahl der Noten zu. Trotz dieser deutlichen Unterschiede zu vorherigen Spielen wurde wieder die Engine SCUMM in der Version 3 verwendet.
Das Spiel ist in verschiedene Schwierigkeitsgrade unterteilt. Die Schwierigkeiten werden durch die Hilfen beim Erkennen der Melodien bestimmt. In der leichtesten Stufe sieht man die Töne auf Notenlinien zur Erläuterung und der Stab leuchtet an den richtigen Stellen, wenn eine Melodie vorgespielt wird. In der schwierigsten Stufe hört man nur die Zaubermelodien und muss die Töne nach Gehör herausfinden.
Visuell wurde das Team von dem Walt-Disney-Klassiker Dornröschen inspiriert, wobei das Medium Computerspiel damals derart aufwendige Grafiken nicht zuließ. Die Palette des EGA Standards war stark eingeschränkt. Der Hintergrundgrafiker Mark Ferrari begann mithilfe von Dithering Farbübergänge zu erschaffen, die auf Röhrenmonitoren der Zeit unscharf verschmierten und so neue Farbtöne ermöglichen. Zunächst gab es keinen effektiven Kompressionsalgorithmus für die Technik. Da das Resultat jedoch den einfachen Grafiken der Vorgänger derart überlegen war, wurden die Kompressionsalgorithmen verbessert und fortan hatten die Künstler deutlich mehr kreative Möglichkeiten.

## Produktionsnotizen
Nach eigenen Angaben wurde Brian Moriarty beim Schreiben der Geschichte von der Mehrdeutigkeit des englischen Worts loom inspiriert. Der Titel hat mehrere Bedeutungen und kann als Nomen interpretiert mit „Webstuhl“ übersetzt werden. Als Verb aufgefasst bedeutet das Wort in etwa so viel wie „aufragen“ („als eine merkwürdige, imposante oder beängstigend große Gestalt auftauchen“) oder „drohen“ bzw. „sich abzeichnen“ („Gestalt als ein bevorstehendes, großes Ereignis annehmen“). Die Idee zu einem von ihm geplanten Fantasy-Spiel sei ihm beim Betrachten des Begriffs in einer Hardware-Printanzeige eines Computermagazins gekommen, wonach er einen Nachmittag lang die Handlung aufgeschrieben habe.
Das Spiel erschien 1990 für IBM PCs und wurde auch für Amiga, Atari ST, CDTV, FM Towns, Macintosh und PC Engine (in Nordamerika TurboGrafx 16) umgesetzt.
Es gibt eine CD-ROM-Version für IBM-PCs mit VGA-Grafik, englischer Sprachausgabe und digitaler CD-Musik. Aufgrund der Schwierigkeiten in der Synchronisation von Bild und Ton wird in dieser Version auf viele Nahaufnahmen von Spielfiguren und auch auf einige Cutszenen verzichtet. Diese Version erschien sowohl als Vollversion (mit Spielekarton) als auch als OEM-Version (nur CD-ROM und Anleitung). Die OEM-Version wurde zusammen mit einigen CD-ROM-Laufwerken auf dem amerikanischen Markt verkauft.
Dem Originalspiel war eine Musikkassette (bzw. Audio-CD) mit einem Hörspiel beigelegt, das die Geschichte bis kurz vor Spielbeginn erläutert. Dieses Hörspiel – im Original in englischer Sprache produziert – wurde ins Deutsche, Französische und Japanische übersetzt.
Die FM-Towns-Version wurde vor der CD-ROM-Version für IBM PCs produziert. Sie enthält das gesamte Spiel inklusive der Nahaufnahmen der Spielfiguren in VGA-Grafik und digitale CD-Musik, jedoch keine Sprachausgabe. Diese Version ist nur in Japan erschienen und beinhaltet je eine Fassung des Spiels in Japanisch und Englisch. Auf der dieser Version beiliegenden Audio-CD ist das Hörspiel in japanischer und in englischer Sprache enthalten. In der PC-CD-ROM-Version ist die Figur Chaos weiblich, während sie in allen anderen Versionen männlich ist. Dies liegt daran, dass die Sprachausgabe von einer Frau gesprochen wurde.

### Musik
Zur musikalischen Untermalung des Spiels dienen sechs Nummern aus dem Schwanensee-Ballett des russischen Komponisten Pjotr Iljitsch Tschaikowski. Die Melodien sind dabei zur Unterstützung der Dramaturgie bestimmten Spielabschnitten zugeordnet.

### Nachfolger
Loom sollte ursprünglich der erste Teil einer Spiele-Trilogie werden. Die Entwicklung des zweiten Teils unter dem Titel Forge fand 1991–1992 bei LucasArts unter der Leitung von Mike Stemmle und Sean Clark statt. Die Geschichte sollte direkt an Loom anschließen und der geplante Titelheld, der aus dem ersten Teil bekannte Schmied Rusty Nailbender, sollte in der zwischen Lebenden und Toten geteilten Welt seinen Vater retten müssen. Für das Spiel war die Verwendung einiger bereits aus Loom bekannter, dort aber nicht benötigter Zaubersprüche geplant. Der dritte Teil mit dem Titel The Fold und der Schafhirtin Fleece als Heldin hätte die Auflösung des Konfliktes bringen sollen.
Eine Fertigstellung der Nachfolger erfolgte nie, da Moriarty das Interesse am Projekt verloren hatte. In den Räumlichkeiten der Glasergilde in Loom findet sich eine Anspielung auf den geplanten Nachfolger Forge.

## Rezeption

### Kommerzieller Erfolg
Laut Moriarty wurden von Loom seit der Erstveröffentlichung 1990 über eine halbe Million physische Exemplare für verschiedene Plattformen verkauft.

### Rezensionen
Aus sechs aggregierten Rezensionen erzielt das Spiel auf GameRankings einen Bewertungsdurchschnitt von 75 %.
Das deutschsprachige Fachmagazin Adventure-Treff bewertete 2002 retrospektiv die Grafik des Spiels als hervorragend gerade im Vergleich mit zeitgenössischen Lucasfilm-Spielen wie The Secret of Monkey Island. Loom stecke trotz seines einfachen Spielprinzips voller Tiefe und Sinn und sei auch 2002 noch „ein durchaus empfehlenswertes Spiel für Adventure-Fans“.

### Auszeichnungen
Im Gegensatz zu den anderen klassischen Adventures von LucasArts hat Loom keine Auszeichnungen erhalten. Das Fachmagazin Adventure Gamers ordnete das Spiel 2011 in seiner Liste Top 100 All-Time Adventure Games auf Platz 61 ein.

### Spätere Bezugnahme und Einfluss
In The Secret of Monkey Island sitzt die Loom-Figur Cob als Pirat verkleidet in der Scumm-Bar. Er trägt einen Button mit der Aufschrift „Ask me about Loom“. In Indiana Jones and the Last Crusade befindet sich im Gemäldeabstellraum auf Schloss Brunwald ein Gemälde, welches die Strandszene vor Chrystalgard porträtiert. In Space Quest IV befindet sich auf einem Wühltisch eines Softwarehändlers eine Parodie auf Loom namens Boom, welche sich über das fehlende Interface u. a. lustig macht.
Der Spieleforscher Jeff Howard bezeichnete das musikalische Magiesystem in Loom als einen Wegbereiter für Nintendos Action-Adventure The Legend of Zelda: Ocarina of Time aus dem Jahr 1998. Auch dort muss der Spieler über den Controller Noten eingeben, die die Spielfigur auf einem Blasinstrument wiedergibt und damit magische Effekte erzielt. In einem von Tony Mott herausgegebenen Buch befand man, dass die Musiksysteme von Ocarina of Time und Loom „nicht ganz unähnlich“ seien, doch das in Nintendos Veröffentlichung „wesentlich komplexer“ umgesetzt werde. Clara Fernández-Vara beschrieb das Erlernen von Melodien während des Spielens im zeitlichen Kontext von Loom als „neuartige Mechanik“, die später auch in anderen Veröffentlichungen wie Ocarina of Time auftauchte. Der Wissenschaftler Tim Summers zog ebenfalls Parallelen, da man in beiden Spielen Melodien von Nicht-Spieler-Figuren beigebracht bekommt. Der erste Vergleich zwischen den beiden Spielen im wissenschaftlichen Diskurs wurde bereits 2003 in einer von Amy Scholder und Eric Zimmerman herausgegebenen Publikation gezogen.